# 安德烈斯·奥罗斯科-埃斯特拉达
安德烈斯·奥罗斯科-埃斯特拉达（西班牙語：Andrés Orozco-Estrada，1977年12月14日—），哥伦比亚指挥家，拥有哥伦比亚、奥地利双重国籍。

## 早年
奥罗斯科-埃斯特拉达出生于哥伦比亚麦德林，曾就读迭戈·埃查瓦里亚音乐学院（Instituto Musical Diego Echavarria）学习小提琴，15岁起学习指挥，17岁左右进入位于波哥大的哈维里亚纳大学。
1997年，奥罗斯科-埃斯特拉达移民至奥地利维也纳，在维也纳音乐与表演艺术大学师从汉斯·斯瓦洛夫斯基的学生乌罗什·拉约维茨。

## 職業生涯
2004年6月，奥罗斯科-埃斯特拉达临时替补在维也纳艺术节上指挥了下奥地利音乐家乐团，后来成为该团的助理指挥，2009至2015年间担任首席指挥。另外他曾在格拉茨担任乐团指挥，在克洛斯特新堡歌剧节任音乐总监（2005－2007年）。
奥罗斯科-埃斯特拉达近年曾任職於多家主要樂團，包括圣塞瓦斯蒂安巴斯克交响乐团（首席指挥，2009年－2013年）、法兰克福广播交响乐团（首席指挥，2014年－2021年）、休斯敦交响乐团（音乐总监，2014年－2022年）等團體。2018年3月，维也纳交响乐团宣布奥罗斯科-埃斯特拉达将于2020年乐季起担任该团首席指挥。他在2022年4月辭去該職位，此前，樂團已決議不予續約。
奥罗斯科-埃斯特拉达亦曾擔任伦敦爱乐乐团首席客座指挥一職（2015年始任，結束年未知）。

## 個人生活
奥罗斯科-埃斯特拉达现居维也纳，他的妻子尤莉娅（Julia）是一名兽医。